# Потит, Скотт
Скотт Потит (англ.  William Poteet Scott «Kidd», род. 7 декабря 1973) — американский лётчик ВВС США, подполковник в отставке, астронавт. Пилот космической миссии Polaris Dawn, которая стартовала на корабле Crew Dragon 10 сентября 2024 года.

## Биография
Родился 7 декабря 1973 года в городе Чаттануга (штат Теннесси, США) в семье Роберта и Элизабет «Энн» Потит.
В 1996 году окончил Университет Нью-Гэмпшира и получил степень бакалавра наук по внеклассному обучению. В университете прошёл курс вневойсковой подготовки офицеров резерва. После окончания университета с 1996 года проходил службу в ВВС США. Был командиром 64-й учебной эскадрильи имитации условного противника, принимал участие в войсковых оценочных испытаниях и демонстрационных полётах, также был лётчиком-инспектором по технике пилотирования. Совершил более 400 часов в ходе боевых вылетов во время участия в операциях США с 1997 года «Северный дозор» и «Южный дозор» в Ираке, «Общая стража» в Югославии, «Страж свободы» и «Решительная поддержка» в Афганистане. В 2006 году был включен в состав пилотажной группы ВВС США «Буревестники», в 2007—2008 годах майор ВВС Скотт Потит участвовал в демонстрационных полётах в Европе, США и Канаде.
Подполковник ВВС (в отставке). Имеет более 3200 часов налёта на самолётах F-16, A-4, T-38, T-37, T-3 и Alpha Jet.
После 20 лет службы в ВВС США работал на различных должностях, в том числе директором по развитию бизнеса в компании Draken International и вице-президентом по основным направлениям деятельности компании Shift4. В 2021 году был руководителем полёта по программе Inspiration4, первой в мире гражданской космической миссии, которая помогла собрать более 240 миллионов долларов для детской исследовательской больницы Сент-Джуд® в попытке помочь искоренить детский рак.

### Космическая подготовка
14 февраля 2022 года объявлено о его назначении пилотом в экипаж корабля «Crew Dragon», полёт которого по коммерческой программе Polaris Dawn планировался сначала на конец 2022 года, но затем несколько раз переносился.

## Полёт
10 сентября 2024 года в 12:23:49 МСК (09:23:49 UTC) стартовал на корабле Crew Dragon со стартовой площадки LC-39A Космического центра Кеннеди во Флориде в качестве пилота миссии Polaris Dawn.

## Семья, увлечения
Скотт Потит женат, вместе с супругой Кристин имеют троих детей: сына Логана, дочерей Лили и Мэдлин.
Скотт Потит увлекается бегом и триатлоном. С 2000 года участвовал в 15 триатлонах Ironman, включая четыре чемпионата мира Ironman в Кайлуа-Коне, Гавайи.